# 15e armée (États-Unis)
Pour les articles homonymes, voir 15e armée.
La quinzième armée des États-Unis (Fifteenth United States Army) est une formation militaire active entre 1944 et 1946.
Leonard T. Gerow et George Patton en sont deux de ses commandants notables.